# Il Signore delle cento ossa
Il Signore delle cento ossa è un romanzo della scrittrice italoamericana Ben Pastor, il settimo nel ciclo dedicato al personaggio ricorrente di Martin Bora, ufficiale dell'esercito tedesco durante la Seconda guerra mondiale. 

Nell'imminenza dello scoppio del conflitto mondiale, la vicenda del romanzo illustra il primo incarico del protagonista come agente dell'Abwehr, il servizio informazioni militare, al fine di sventare un tentativo di spionaggio industriale degli Stati Uniti ai danni della Germania nazista.

## Titolo
Il titolo del romanzo (in italiano letteralmente tradotto dall'originale inglese) coincide con il soprannome con cui è nota la spia che Bora deve riuscire ad identificare.
L'espressione "cento ossa e nove buchi" deriva da un antico testo cinese ed è una metafora che allude al corpo umano.

## Incipit
Döberitz, nei pressi di Berlino
 martedì 4 aprile 1939.
(Traduzione dall'inglese di Paola Bonini.)

## Trama
Aprile 1939: la Germania si appresta a celebrare con grandiosi festeggiamenti il cinquantesimo compleanno del Führer. Il giovane tenente Martin Bora dovrebbe partecipare con il suo reparto di cavalleria alla parata di Berlino; viene invece richiamato a Lipsia, la città di famiglia, per conto dell'Abwehr, il servizio segreto che proprio allora sta completando il suo addestramento. Là è previsto un incontro triangolare di carattere economico e culturale a cui parteciperanno rappresentanti tedeschi, giapponesi ed italiani; le iniziative programmate sono numerose, ma il cuore della conferenza sarà dato dalle trattative riguardanti la vendita alla Germania di un nuovo ed efficacissimo anestetico, il cui brevetto appartiene all'industriale farmaceutico Ikeda: anche se la Germania continua a dichiararsi in favore della pace, per il Paese la guerra è ormai alle porte ed il nuovo farmaco promette dunque un impiego di vasta utilità in campo medico-militare.
 L'incarico di Martin Bora ha due livelli, uno palese ed uno segreto: ufficialmente il tenente viene incaricato di assistere il generale Lüttwitz, che dirigerà la conferenza, occupandosi dei documenti e degli ospiti stranieri; ufficiosamente dovrà invece scoprire l'identità di una spia - soprannominata "il Signore delle cento ossa" - che si prepara a sottrarre il brevetto per cederlo agli americani. In veste di agente dell'Abwehr risponderà del proprio operato al colonnello Kinzel, mentre il generale Lüttwitz sarà tenuto completamente all'oscuro.
 Per Bora il doppio ruolo si fa subito difficile, e diventa ancora più impegnativo quando alcune strane morti iniziano a funestare la conferenza. Il generale Kobe, eroe della guerra contro la Cina, viene trovato ucciso nella propria camera d'albergo assieme al suo aiutante, il capitano Nogi, in circostanze tali da far sospettare un omicidio-suicidio a sfondo omosessuale. Bora però osserva alcuni particolari che sembrano indicare la presenza di una terza persona, forse il vero assassino: manca l'arma del delitto, un bossolo a terra è lontano dal luogo dove dovrebbe essere e nel sangue coagulato del generale si vede un gruppetto di quindici formiche morte, apparentemente disposte ad arte secondo la sequenza 8-4-3. L'episodio viene immediatamente avvolto dalla massima discrezione e per Bora l'investigazione si fa ardua. Il giorno successivo il signor Ikeda, che aveva mostrato segni crescenti di nervosismo, si suicida all'interno dell'auto dello stesso Bora, ingerendo una forte dose dell'anestetico oggetto delle trattative; su di una mensola del bagno annesso alla sua camera d'albergo alcuni chicchi di riso ripropongono la sequenza numerica 8-4-3.
 Quando Bora entra in possesso di due documenti contrastanti - uno che accusa il generale Kobe di spionaggio industriale, l'altro che dimostra la falsità di tale accusa - il caso sembra risolto: Ikeda avrebbe eliminato Kobe ritenendolo un traditore, e il capitano Nogi come scomodo testimone; poi, informato dell'errore, si sarebbe tolto la vita per la vergogna. Questa soluzione tuttavia non tiene conto di alcuni particolari apparentemente secondari, ma in realtà molto importanti, e Bora dovrà faticare ancora prima di identificare i veri responsabili degli omicidi e dello spionaggio.
 L'epilogo della vicenda e il reale movente del colpevole, che ha lasciato apposta una scia di indizi affinché Bora potesse comprendere il suo operato, mettono il giovane tenente in contatto con le implicazioni etiche della guerra e con il contrasto esistente fra azione bellica ed ideologia politica che la provoca: questioni con le quali avrà dolorosamente a che fare per molti anni nel futuro.

### Particolarità narrativa
La narrazione del romanzo alterna parti in terza persona proposte dall'autrice e pagine di diario che si immaginano scritte in prima persona dal protagonista.
 La stesura del diario - un quaderno a fogli mobili rilegato in stoffa - rimane per Martin Bora un'attività costante all'interno dell'intero ciclo di romanzi.

## Personaggi
- Martin von Bora. In questo romanzo, che costituisce una sorta di prequel delle sue lunghe avventure belliche, Bora è ancora un giovane tenente pieno di illusioni personali e politiche. Si accinge a sposare la donna alla quale è legato da grande passione e non vede l'ora che la guerra inizi, per mettersi alla prova e perché la Germania, umiliata al termine della Grande Guerra, abbia la possibilità di riscattarsi. Ancora non separa, come farà in seguito, l'ambito militare da quello politico, ed è fiducioso nelle intenzioni del Führer. Inizia però a fare qualche scomoda ed inquietante considerazione sulla questione ebraica.

- Johannes Kinzel. Colonnello dell'Abwehr. Come richiede il suo ruolo, ha una grande attitudine alla manipolazione e al controllo; gli piace parlare per aforismi. Sopravviverà alla guerra e negli anni Cinquanta diventerà un ufficiale della Stasi.

- Ewald Lüttwitz. General maggiore dell'Esercito, incaricato di coordinare i lavori della conferenza triangolare di Lipsia. Sta per ritirarsi in pensione ed è un terribile ipocondriaco.

- Emil Weidlich. Capo della polizia a Lipsia. Grassoccio e trasandato, è tuttavia un investigatore capace. Abbastanza ostinato, è un uomo che a volte le autorità ritengono di dover tenere sotto controllo.

- Ishiro Kobe. Generale dell'Esercito imperiale giapponese. Deve la sua fama alla campagna del Manchukuo durante la guerra contro la Cina, ma su di lui le opinioni non sono unanimi: c'è chi lo considera un eroe e chi un macellaio. E c'è chi ne sospetta l'indebito arricchimento dovuto a violenze e corruzione.
 Lo affianca il capitano Tayama Nogi, suo aiutante.

- Tetsuro Oi. Ammiraglio della Marina imperiale giapponese. Intransigente, austero e conservatore, rappresenta quella parte delle forze armate che è rimasta fortemente ancorata alla tradizione. Parteciperà, con esito tragico, al conflitto mondiale.
 Lo affianca il tenente Nagisha Honda, suo aiutante.

- Sozen Ikeda. Anziano e bilioso, è l'industriale farmaceutico con il quale la Germania si appresta ad entrare in affari.

- Matsuo Kitamura. Biologo e farmacologo, è a lui che si deve la scoperta del nuovo farmaco, già sperimentato dal Giappone durante le sue guerre e che promette di essere altrettanto utile per la Germania. Si è convertito al cattolicesimo ma continua a manifestare una formale devozione scintoista per ragioni di opportunità e per non turbare i membri più tradizionalisti della sua famiglia.

- Ueda Fujiwara. Storico dell'arte giapponese, incaricato di curare la parte specificamente culturale della conferenza di Lipsia.

- Keiko Deshimaru. Giovane esperta d'arte e segretaria di Fujiwara, nonché curatrice di una mostra di stampe organizzata a Dresda e nipote dell'Ammiraglio Oi. Piccola e apparentemente fragile, in Patria è considerata una mogà (contrazione dell'espressione modern girl), ovvero una ragazza giapponese incline ad apprezzare e ad adottare costumi di vita occidentali. La sua libera relazione con il giornalista svedese Roald Johanssen sembrerebbe confermate tale opinione.

- Anchise De Dominicis. Capo della delegazione italiana alla conferenza di Lipsia. Fascista, molto legato al conte Galeazzo Ciano, è un uomo arrogante e pieno di sé, che non esita a far valere le sue altolocate conoscenze. Nelle fasi finali del conflitto mondiale e nel dopoguerra darà prova di grande opportunismo.

- Ilario Colloredo. Orientalista italiano, chiamato alla conferenza di Lipsia in qualità di interprete, anche se in realtà, a livello linguistico, i partecipanti sembrano riuscire a cavarsela da soli.

## Appendice
In appendice al romanzo compare un glossario che comprende vari vocaboli o elementi significativi citati nel testo: espressioni o termini letterari tedeschi, giapponesi e latini; nomi di luoghi e battaglie; fatti di rilevanza storico-politica.

## Cronologia
La vicenda principale del romanzo va da martedì 4 aprile 1939 al 21 aprile di quello stesso anno. 
 L'Epilogo si estende però nel tempo, narrando la sorte futura di molti personaggi: per alcuni si inoltra di pochi mesi, per altri arriva sino agli anni cinquanta. Per Martin Bora si ferma alle ore 16:27 del 9 settembre 1943: il momento dell'attentato partigiano subito in Italia, causa della sua mutilazione alla mano sinistra.

## Edizioni

### Edizioni italiane
- Ben Pastor, Il Signore delle cento ossa, traduzione di Paola Bonini, Sellerio, 2011, pp. 396 - ISBN 88-389-2566-6